# Misticismo nazista
Il Misticismo nazista è un termine generico per indicare le correnti semireligiose presenti durante il periodo del nazismo in Germania, vere o presunte, che spesso si confondono con l'occultismo, l'esoterismo, la criptostoria, il paranormale e il culto della Dea Madre.

Il Schwarze Sonne ("Sole Nero"), antico simbolo della runologia esoterica che rappresentava la ruota solare, di cui si appropriò il misticismo nazista ponendolo in relazione col mito del Vril.

## Contesto culturale
Il nazismo fu un movimento völkisch basato su radici ideologiche e teosofiche, che affondavano nel pensiero di Adolf Hitler e di altri capi nazisti, spesso mutuate da idee di contemporanei o precursori come Arthur de Gobineau.
Un ruolo di guida e nutrice del pensiero nazionalsocialista lo ebbe la Thule-Gesellschaft, una società mistica fondata nel 1910 che propugnava l'antisemitismo, la purezza del sangue e della razza, il ritorno ad un'ideale età dell'oro germanica peraltro non ben storicamente identificabile, in quanto comprenderebbe un arco temporale di alcuni millenni, dall'età del bronzo al Basso Medioevo. La concezione di questa ipotetica età antica traeva spunto delle idee di Guido von List, Jörg Lanz von Liebenfels e dai vari propugnatori della Teosofia. 
Particolarmente in auge fu una pseudoteoria astronomico-storica formulata da un singolare ingegnere, Hanns Hörbiger, che ipotizzò, nel 1913, la teoria del "Ghiaccio Cosmico". Secondo tale speculazione, il pianeta Terra era stato creato, in origine, circondato da otto satelliti, di cui l'ultimo rimasto è l'attuale Luna. Gli altri satelliti, poi scomparsi, si abbatterono sul pianeta in varie ere geologiche, creando le condizioni per il cambiamento di era mediante estinzioni di massa di forme viventi, vegetali ed animali, e tramite tremendi cataclismi che arrivavano a diminuire la forza di gravità del pianeta. L'attenuazione della gravità, durante questi terribili cambiamenti di era, avrebbe portato alla nascita di giganti, alti anche 40 metri di cui la mitologia mondiale è ricca (i Titani, i Ciclopi, Sansone, il gigante Golia, e via discorrendo. L'ultimo cataclisma avrebbe inabissato tre continenti nei rispettivi oceani: Atlantide nell'Oceano Atlantico, Lemuria nell'Oceano Indiano e Mu nell'Oceano Pacifico. 
La teoria del Ghiaccio Cosmico non possiede - com'è risultato ovvio in seguito - alcuna base scientifica e la geologia dei fondali marini esclude categoricamente che siano mai esistiti i summenzionati continenti perduti. Gli Iperborei di Thule altro non sarebbero che i discendenti dei cittadini di Atlantide scampati al cataclisma. Le uniche porzioni di Atlantide non inghiottite dalle acque, secondo questo pseudoscienziato sarebbero le vette dei monti, oggi note come Canarie, Azzorre, Sant'Elena, ed un vasto altopiano che comprenderebbe Groenlandia, Islanda e Terranova. 
Il "Regno di Shamballa" (o Xamballa), un regno sotterraneo giacente sotto le vette del Pamir, sarebbe abitato dai cittadini scampati all'inabissamento di Mu. Da notare, la coincidenza storica tra l'ascesa al potere di Hitler - che non faceva mistero di voler istituire un corso di laurea in queste dottrine geografico-astronomiche, e il romanzo Orizzonte perduto dello scrittore James Hilton, anch'esso del 1933, in cui è chiara la derivazione del mitico Shamballa nel regno lamaistico-nestoriano romanzato di Shangri-La. Anche la catastrofe di Lemuria lasciò dei superstiti, che ripararono in Africa e in India e che sarebbero stati i mitici costruttori delle Piramidi d'Egitto.
Giorgio Galli che fu a lungo docente di Storia delle dottrine politiche presso l'Università degli Studi di Milano, nonché uno dei più affermati politologi italiani, ha approfondito la componente magico-esoterica e la componente mistico-filosofica che costituiscono le radici del movimento hitleriano. Nel suo primo libro, egli mette a fuoco i contatti e i legami molto stretti che intercorrevano, già alla fine del XIX secolo, tra i circoli esoterici tedeschi e gli analoghi britannici. Nell'opera si possono mettere a fuoco alcuni concetti cari al nazismo. La Thule-Gesellschaft era in costante contatto con la britannica Golden Dawn (più propriamente: Hermetic Order of the Golden Dawn, in italiano: "Ordine Ermetico dell'Alba Dorata"), fondata a Londra nel 1888 che condivideva con la Società Thule il programma della Società Teosofica, un movimento di pensiero capeggiato da Helena Petrovna Blavatsky, che si proponeva di rivelare le radici orientali del pensiero ed estenderle e parteciparle al mondo occidentale. Proprio tramite lo scambio di informazioni e di relatori tra questi circoli si spiegano alcuni punti fissi del regime nazista, quali l'alleanza da ricercare a tutti i costi con la Gran Bretagna: Hitler arriverà addirittura a proporre ai britannici la spartizione del mondo in sfere d'influenza: ai tedeschi l'Europa fino agli Urali, agli italiani il bacino del Mediterraneo, ai giapponesi l'Oceania e l'Asia relativamente a Cina e Siberia, e agli inglesi tutto il resto.
Non è inoltre difficile rinvenire - a detta del citato docente - credenze comuni tra questi circoli mistici. La Società Golden Dawn, al pari dell'Ahnenerbe era convinta dell'esistenza di razze e civiltà antichissime - anteriori alle glaciazioni - delle quali sarebbe stato possibile rinvenire le tracce. Uno dei più convinti fautori della discendenza comune di tutti i popoli germanici (britannici inclusi) dai mitici iperborei abitanti dell'isola di Thule, così come descritta dal navigatore Pitea di Marsiglia nel 325 a.C., fu il famoso spiritualista, mago, esoterista (erroneamente considerato un satanista) Aleister Crowley, propenso a indicare nelle Isole Orcadi, politicamente britanniche, la sede della mitica isola. Dunque, sebbene non siano mai state portate prove archeologiche di una sua esistenza, Thule è assurta a mitica patria degli ariani, in quanto il nazionalismo esasperato in voga a cavallo tra la fine del XIX secolo e l'inizio del XX secolo si appropriò del credo tramandato dalle fonti classiche per spiegare le origini delle popolazioni germaniche, della loro assoluta originalità e della loro presunta superiorità razziale. 
La bizzarra teoria di Hörbiger circa la genesi delle razze umane e la sua fantasiosa ricostruzione della genesi del sistema solare originarono un vero e proprio culto in questi circoli esoterici pseudoscientifici, fino a divenire il cardine della presunta supremazia razziale ariana. Fusasi con le teorie occultistiche degli adepti delle sette tedesche e britanniche, l'originalità della visione di Hörbiger finì per travisare non soltanto quanto riportato nei dialoghi platonici, ma anche col mito di Thule e degli iperborei e della millenaria tradizione classica circa le popolazioni viventi nelle remote e inaccessibili terre nordiche, citate da molte fonti greco-romane. Addirittura, i membri della teoria sulla Thule cercavano in ogni modo di dimostrare che gli antichi romani - e tutti gli Italici in generale - erano in realtà appartenenti alla razza germanica e che il loro primo insediamento in Italia fosse in Val Camonica.
Si tratta di un complesso di speculazioni pseudostoriche dalle fondamenta assai precarie: la loro costruzione e diffusione è imputabile a un sincretismo dovuto, nello specifico, per lo più a un testo, che i moderni filologi ritengono un falso redatto nella seconda metà del XIX secolo: la Oera Linda. Tale manoscritto, redatto in antico frisone, un idioma ormai estinto appartenuto al ceppo delle lingue germaniche - tratta dell'epopea dei Frisoni in un lasso temporale compreso tra il 2194 a.C. e l'803 d.C., soffermandosi, nello specifico, sul passato storico, mitologico e religioso delle antiche tribù germaniche. Tradotto in tedesco nel 1933, ebbe un ruolo decisivo nell'alimentare la deriva razzista di Himmler, dal momento che - in esso - era messo per iscritto che gli abitanti della mitica Thule fossero la popolazione più saggia, sapiente e civilizzata tra i popoli di quell'epoca passata. Non solo la leggendaria isola era popolata da una razza superiore di superuomini e semidei di incomparabile saggezza, ma i connotati fisici li rendevano dei giganti dalla pelle chiara, dai capelli biondi, dagli occhi azzurri: il tipico aspetto fisico della pura razza ariana.

## La posizione delle gerarchie naziste nei confronti dell'esoterismo
Il nazismo non fu solo un semplice credo politico, ma un movimento che aveva lo scopo di edificare "una nuova Germania, che, epurata di ogni apporto straniero, tornasse alle origini".
Gran parte delle pseudoteorie scientifiche proprie del nazismo vennero importate nel partito dai gerarchi di grado più elevato, alcuni dei quali erano pure gli affiliati della prima ora. Tali teorie provenivano per lo più dalla società mistica segreta denominata "Thule-Gesellschaft" ("società Thule"), diffusasi nell'ambiente pseudo-scientifico sopra descritto, oltre ad aver patrocinato le attività della Ahnenerbe per la ricerca della cosiddetta "eredità ancestrale". 
Un vecchio idolo del giovane Hitler, Lanz von Liebenfels - un monaco austriaco apostata, fondatore nel 1907 della setta esoterica "Ordine del Nuovo Tempio" - aveva propugnato, nei propri scritti, di "...disfarci dei Giudei castrandoli, siano maschi o femmine, oppure deportandoli tutti nella lontana ed isolata isola del Madagascar". Era la giustificazione della prima "Soluzione Finale" prevista dai nazisti: quella - rivelatasi del tutto utopistica, sia per i costi, che per la difficoltà dello spostamento, senza contare che il Madagascar era una colonia della Francia - che prevedeva proprio il trasferimento forzato di tutta la comunità ebraica europea in quella remota isola al largo del Mozambico.
Mentre Himmler si ricollegava alla teoria del "passato ancestrale" per proporre misure geopolitiche di questo genere, Hitler era andato oltre e già era intento a programmare l'inizio della guerra in modo tale che "... avvenga entro il mese di ottobre, in quanto le piogge autunnali trasformerebbero le polverose strade polacche in pantani da cui sarebbe estremamente difficile districarsi". Fu con le vittorie del 1940 che si volse ad attuare il suo originario programma genocidiario, culminato l'anno dopo con la conferenza di Wannsee.
Il misticismo nazista attribuisce in genere alla persona di Adolf Hitler e alla missione nazista un significato semireligioso, di "uomo della Provvidenza". Molti degli alti gerarchi del partito nazista, come Richard Walther Darré, Rudolf Hess, Heinrich Himmler, Alfred Rosenberg erano membri della società mistica segreta summenzionata.
La mistica nazista fu utilizzata anche come uno strumento di propaganda, che - sebbene non abbia reali ed esclusive radici nelle tradizioni prenaziste del misticismo germanico (tipicamente nella Ariosofia) - pur tuttavia essa ha attinto alle più svariate tradizioni che avessero come base una qualche linea di collegamento con l'idea di una razza superiore investita di una missione salvifica per l'intero genere umano. Tutti questi elementi consentono di delineare quanto addentro fossero molti alti gerarchi del Partito Nazista (praticamente l'intera élite dirigente) e consentono di comprendere gli aspetti, per certi versi, "irrazionali" del movimento politico. Lo stesso Hitler era indissolubilmente legato a numerosi aspetti delle scienze occulte: per quanto fossero state bandite varie società iniziatiche e misteriche, una volta da lui preso il potere, egli finì sempre col tollerare gli eccessi dei suoi sottoposti, Goering ed Himmler in particolar modo, e tutta la corte di ciarlatani, di veggenti, di astrologi, d'indovini e di maghi che attorniavano lo stato maggiore del partito; probabilmente la fedeltà incondizionata di Himmler e la spietata efficienza delle sue SS rivestivano un alto valore e, pertanto, li considerava decisamente più importanti di qualsiasi approccio razionale alla gestione del potere.
Perciò l'occultista austriaco Karl Maria Wiligut, noto come "Weisthor" oppure come "Rasputin tedesco", grazie all'appoggio incondizionato offertogli da Himmler in persona ebbe una potente influenza sulla genesi del misticismo nazista, nella sua connotazione neopagana. Fu grazie ad una sua profezia che Himmler stabilì il centro iniziatico delle S.S. presso il castello di Wewelsburg, in Vestfalia, laddove gli adepti scelti per far carriera nelle S.S. eseguivano rituali a metà strada tra quelle proprie dei Cavalieri della Tavola Rotonda, dei Cavalieri Teutonici e dei Templari. 
In quest'ottica si colloca, tra il 1937 ed il 1938 la destituzione per "pacifismo" del primo comandante dell'Ahnenerbe, Herman Wirth, sostituito dall'aggressivo Walther Wüst. In pratica, dalla ricerca delle pacifiche società matriarcali legate all'antico culto monoteistico solare, alla diffusione aggressiva del credo razziale. Oggigiorno gli studiosi sono concordi nell'affermare che l'unico risultato storicamente accettabile portato dal misticismo prenazista - per tramite dell'Ahnenerbe - alla comunità internazionale sta nell'aver individuato per primo che le mummie del bacino del Tarim, del deserto di Taklamakan, del bacino del Talas e delle catene degli Altai sono effettivamente di stirpe indoeuropea, forse appartenenti all'estinta popolazione dei Tocari.
Per converso, la pace senza riparazioni - che Rudolf Hess stava segretamente trattando col "Partito Aristocratico della Pace", un esclusivo circolo londinese, politicamente molto influente - era in discreta sintonia con le mistiche naziste, volte ad enfatizzare il ceppo comune delle popolazioni di origine germanica.

## Le esperienze mistiche o esoteriche di Hitler

### Durante la prima guerra mondiale
Nel 1915, mentre era sotto le armi sul fronte occidentale con l'esercito tedesco, Hitler scrisse, menzionando la divinità germanica precristiana Wotan, questa poesia esoterica:
Zur Wotanseiche in den stillen Hain,

Mit dunklen Mächten einen Bund zu flechten -

Die Runen zaubert mir der Mondenschein.

Und alle, die am Tage sich erfrechten,

Sie werden vor der Zauberformel klein!

Sie ziehen blank - doch statt den Strauß zu fechten,

Erstarren sie zu Stalagmitgestein.

So scheiden sich die Falschen von den Echten -

Ich greife in das Fibelnest hinein

Und gebe dann den Guten und Gerechten

Alla quercia di Wotan nella placida macchia,

Per tessere un patto con occulti poteri -

Le rune mi prendono nel loro incantesimo lunare.

E tutti quelli che durante il giorno erano impudenti,

Dalla formula magica sono fatti minuscoli!

Si spogliano - ma invece di andar alla pugna,

Si irrigidiscono in stalagmiti.

Così si separano i retti dagli empi

Ficco la mano nel sacco delle parole

E do ai buoni e ai puri

La mia formula di augurio e prosperità.»
Hitler affermò che, mentre combatteva la prima guerra mondiale, ebbe un risveglio religioso, e in particolare mentre, a causa di un attacco nemico con il gas, rimase ricoverato in ospedale temporaneamente privo della vista (ottobre 1918). Durante questo periodo capitò inoltre un fatto celebre: una "voce" misteriosa gli disse di lasciare un affollatissimo rifugio durante un fuoco a raffica, e lui obbedì. Pochi attimi dopo sopra quel punto cadde una granata. Hitler vide in questa esperienza come un messaggio che gli fece credere di essere un individuo unico, illuminato, destinato a una "missione" speciale.
Il 28 settembre 1918 Hitler capitò sotto il tiro di un soldato britannico, Henry Tandey, che scelse di non sparargli perché si accorse che era ferito. Per ironia della sorte, Tandey divenne il soldato di leva più decorato dell'armata britannica nella prima guerra mondiale, con una Victoria Cross per il coraggio dimostrato nella battaglia di Marcoing, proprio dove avvenne questo incontro. Il fatto è conosciuto perché Hitler in seguito riconobbe Tandey in una foto su un giornale e la conservò. Nel 1937 Hitler chiese ed ottenne una copia di un dipinto di Tandey dal suo reggimento, assieme ad una copia del suo dossier di servizio. Il dipinto fu notato da Neville Chamberlain nell'abitazione di Hitler al Berghof, quando vi si recò per la Conferenza di Monaco.

### Nell'ascesa al potere
Sin dai primi anni della sua entrata in politica, Hitler si circonda di maghi, astrologi, veggenti, occultisti, che non esiterà - una volta asceso al potere - ad eliminare dalla scena pubblica. Dopo il 1933, infatti, non sono più oltre tollerate qualsiasi attività divinatoria ed astrologica, in quanto esclusivo appannaggio delle SS. Gli episodi di continua dedizione del Fuhrer al misticismo sono comunque vari e, di seguito, se ne elencano i principali:
- Già nel 1924 era stato pubblicato un elenco ("Verschwörer. Zur Geschichte und Soziologie der deutschen nationalistischen Geheimbünde 1918 - 1924" di Emil Julius Gumbel) di società più o meno segrete a carattere esoterico e fra esse troviamo pure menzionato il Partito Nazista. Hitler - è provato dalle fonti storiche[17] - era molto incline alla lettura delle profezie ed alla frequentazione di veggenti.
- Hitler apprezza in particolare due dipinti, Viandante sul mare di nebbia, dipinto nel 1818 dal pittore romantico Caspar David Friedrich, mentre possiede una vera e propria ossessione per un dipinto in particolare, L'isola dei morti, del pittore svizzero Arnold Böcklin[16]. Di quest'ultima opera esistono cinque versioni: Hitler collocherà una di queste nel suo ufficio alla Cancelleria e curiosamente anche il fondatore dell'URSS Lenin, affascinato da quella tela, ne metterà una copia nella sua camera da letto[5].
- Hitler è convinto di agire per il bene della Germania ed è sicuro d'esser guidato "... da un essere superiore nel perseguimento dello scopo e da esseri invisibili che assicurano il "FuhrerKontact" (il carisma ipnotico che gli fu attribuito sulle masse)"[5].
- Hermann Rauschning rammenta di quanto gli riferì un attendente personale di Hitler, ovvero che una notte Hitler chiamò aiuto, vittima d'incubi. Lo trovò tremante, sudato, in preda al panico, con lo sguardo perso nel vuoto. Gridava: "È lui ! È lui ! Lo vedo qui ! Lì... lì nell'angolo ! Cosa c'è lì ...?! L'uomo nuovo vive in mezzo a noi ! È qui ! Vi confiderò in segreto. Ho visto l'uomo nuovo: è intrepido e crudele e non è di questo mondo. Ho avuto paura davanti a lui"[5]
- Hitler, al termine del fallito colpo di Stato del 1923, passato alla storia coll'epiteto di "Putsch della birreria" (in quanto fu tentato alla birreria Burgebraükeller a Monaco di Baviera) decise di suicidarsi sparandosi alla tempia: in quella circostanza venne affrontato con una tecnica di arti marziali dalla moglie americana del suo amico e camerata Sepp Dietrich, che gli impedì di compiere l'atto. Durante la conseguente detenzione carceraria di Hitler, presso la fortezza di Landsberg, egli confidò a Rudolf Hess che la signora Barbara Betti Seidl Dietrich aveva avvertito "... come una sorta di mano che la spinse materialmente ad avanzare il pugno in modo da allontanare la pistola dalla testa di Hitler"[18].
- Nel 1927 Hitler silurò il Gauleiter della Turingia, Artur Dinter, perché affermava con troppa forza di volere una religione della purezza della razza ariana. L'anno seguente lo stesso Dinter fu espulso dal partito dopo aver pubblicamente attaccato Hitler riguardo a tale decisione[19].
- Paradossalmente, il più seguìto tra gli occultisti da parte di Hitler era un suo coetaneo ebreo, tal Erik Jan Hanussen, che non solo gli impartì lezioni di oratoria, ma anche curò la teatralità dei gesti del futuro dittatore[20]. A far data dal 1932 (sebbene altri futuri alti gerarchi nazisti abbiano ricorso al medium già a partire dal 1924) Hitler ricorse più volte alle "cure" di Hanussen ogni qual volta doveva prendere decisioni importanti o si sentiva deluso dai risultati elettorali, tanto che, nel 1932, l'esoterista, a quel tempo secondo solo ad Harry Houdini per fama, gli preannunciò la conquista del potere per l'anno seguente, il che effettivamente si verificò nella data prestabilita, in quanto "... Questo hanno deciso le potenze celesti e nulla potrà mutare tale verdetto se scritto nel destino". Nel corso di un'intervista, Hanussen ebbe modo di affermare circa Hitler ed il nazismo: "Hitler? Sì, un ottimo direttore d'orchestra! Però, lo spartito.... - rammentate bene - ebbene quello l'ho scritto io!". Hanussen morì in circostanze oscure un anno esatto dopo aver predetto la vittoria hitleriana, nella primavera del 1933, ma sembra ormai accertato che Hitler non fosse coinvolto nel suo omicidio, quanto - piuttosto - lo fossero Himmler e Gōring. Hanussen predisse a Göring la caduta del Terzo Reich e questa fu una delle cause probabili della sua morte. Il giorno prima di morire, con l'inchiostro simpatico scrisse una lettera all'ex segretario Juhn, che tanto gli fu di nocumento: "Desidero che si ricompongano i nostri dissidi... tu non credi nell'occulto, ma il nuovo padrone (Hitler) della Germania ci crede eccome ! Leggi quanto profetizza il mio collega, il profeta Daniele nel capitolo 8 ( "13-Udii parlare un santo e un altro santo dire a quello che parlava: «Fino a quando durerà questa visione: il sacrificio quotidiano abolito, la trasgressione devastante, il santuario e la milizia calpestati?». 14-Gli rispose: «Fino a duemilatrecento sere e mattine: poi al santuario sarà resa giustizia» "). Calcola bene gli anni e saprai quando cadrà l'uomo malvagio che cerca di sottomettere il mondo con la forza bruta (sempre Hitler). Calcola gli anni da quando cento sinagoghe saranno distrutte in un'unica sera ("Notte dei cristalli", 1938) e saprai quando cesserà il suo barbaro sogno".[senza fonte]
- Nel 1930 Hitler venne intervistato dal Washington Post. L'intervistatore chiese al futuro dittatore se fosse intenzionato ad imitare Benito Mussolini con una "Marcia su Berlino". Al che, Hitler rispose all'incredulo interlocutore "quasi fosse in trance": "Una marcia su Berlino... ?! Ed a che fine se io, a Berlino, ci sono già ?!".
- Una mattina, nell'autunno del 1933, le grida d'un Hitler terrorizzato svegliarono all'alba alcuni domestici, i quali trovarono il dittatore in stato confusionale che ripeteva: "Là! Nell'angolo! Non vedete che ci sono quattro angeli in piedi, che aspettano di portarmi via...?!". L'unico ad aver parlato di questo delirio di Hitler fu Albert Speer[16].

Condizionato da Himmler, che era violentemente anticlericale, a partire dagli anni Trenta Hitler diffuse una religione che escludeva un Dio esterno alla materia e alla natura (panteismo) e che affermava che la materia esisteva da sempre, senza l'intervento di alcun Dio creatore.

### Alla guida della Germania
In un documentario trasmesso lunedì 15 febbraio 2010 su History Channel si poneva l'accento sul ruolo di "Messia salvifico" che Hitler incarnava agli occhi del popolo tedesco prostrato dalla disoccupazione, dalla situazione economica disastrosa, dalla miseria. I temi che il commentatore evidenziava erano:
- Hitler più volte disse di ammirare la gerarchia ecclesiastica, la quale era da intendersi come modello cui ispirarsi per organizzare il partito.
- Himmler, a sua volta, considerava i Templari ed i Cavalieri Teutonici come gli antesignani delle SS. Devoti anima e corpo al dittatore nazista.
- Hitler aveva dato ordine di epurare il Vangelo e la Bibbia dalla più esigua traccia di "Giudaismo". Altresì aveva dato mandato di reperire - nei testi sacri - ogni minima traccia che riconducesse Cristo "alle sue origini ariane".
- La coreografia delle adunate naziste era mutuata dalle solenni festività cristiane, seppur con evidenti componenti neopagane.
- Otto Rahn, studioso della storia delle eresie medioevali - in particolare del movimento dei Catari - venne arruolato a forza nelle S.S. per ordine diretto di Heinrich Himmler, che gli sovvenzionò pure le ricerche archeologiche in Francia, presso la cittadina di Montségur, ove riteneva potesse trovarsi il Santo Graal.
- La svastica, antichissimo simbolo solare presente in tutte le civiltà indoeuropee, fu originariamente il simbolo della società segreta Thule Gesellschaft, donde proveniva una nutrita schiera di gerarchi nazisti[23].
- Hitler, non appena entrato trionfalmente in Vienna, nel 1938 s'impossessò della Lancia Sacra (Heilige Lanze) che la tradizione vuole appartenuta al centurione Longino, con la quale sarebbe stato trafitto il costato di Gesù[24][25].
- Hitler fece cercare ovunque, dalle SS, il Santo Graal, il calice ove Cristo avrebbe benedetto il vino durante l'ultima cena. A volte con esiti tragici, come nel 1944, quando la II divisione delle SS "Das Reich" mise a ferro e fuoco il paese di Oradour-sur-Glane, massacrandone gran parte della popolazione, rea di aver occultato, a loro dire, la reliquia che Hitler cercava disperatamente per mezza Europa[23].
- Hitler più volte citava la "missione divina" che era venuto a compiere per il bene della Germania. A questo riconduceva la "protezione" che gli aveva consentito di rimanere illeso negli attentati in cui rimase vittima.
- Hitler si suicidò la Notte di Santa Valpurga (Walpurgisnacht), notte in cui si celebrava il Sabba da parte delle streghe, ma anche in cui - in base ad alcuni calcoli storici - cadde uno dei giorni proposti[26] per la resurrezione di Cristo.
- Hitler tenne sempre in somma considerazione una veggente tedesca, tal Elsbeth Ebertin (la quale è deceduta a causa di un bombardamento alleato sulla città di Friburgo in Brisgovia nel 1944), per via di una straordinaria previsione da lei compiuta sul destino del dittatore tedesco nel 1923, quand'era un semisconosciuto politico di Monaco di Baviera.

La Germania nazista visse al di fuori del tempo e dello spazio: magia, miti, leggende, epopea atavica, esoterismo, occultismo e scienza si fusero insieme originando un pericolosissimo e particolarissimo sistema politico-religioso-scientifico privo di precedenti nell'epoca moderna: in essa coesistevano scienza e tendenze antiscientifiche, ardore e terrore, potenza e miseria, tanto da far dire ad Albert Speer che "al termine del conflitto il popolo tedesco si risvegliò come da un incantesimo".
La lettura delle profezie e la frequentazione di veggenti proseguì lungo tutto il periodo della dittatura, lungo la quale di vari episodi - che a seguire sono elencati - è stata data una spiegazione esoterica:
- Ad esempio, l'operazione che passò alla storia col nome di "notte dei lunghi coltelli" (in tedesco: "Die Nacht der langen Messer", 1934) e che fu presa a modello delle epurazioni (costituì il modello a cui s'ispirò Stalin per l'organizzazione delle purghe[28]), fu voluta da Hitler, dal ministro degli Interni Göring e dal leader delle SS, Himmler. Alcuni vedono un regolamento di conti non solo sul campo politico, ma anche esoterico[29].
- Inoltre, Hermann Rauschning, uno dei collaboratori più stretti di Hitler, afferma nel suo libro Hitler Speaks,[30] che Hitler fu oggetto di una possessione demoniaca e che il suo umore variava in modo casuale ed incomprensibile.[31] Ad ogni modo, gli studi più recenti non vedono affatto in Rauschning una fonte degna di fiducia.[32] Un'altra figura importante che sostenne questa tesi è stata Sepp Dietrich. In tre occasioni, papa Pio XII avrebbe tentato un esorcismo a distanza, ma riportando sempre un fallimento.[33] August Kubizek, uno dei più cari amici di Hitler fin dall'infanzia, assicura che Hitler, allora diciassettenne, gli parlò una volta di "riportare la Germania alla sua gloria passata"; riguardo a questo, Kubizek ricorda che "era come se un altro essere parlasse attraverso il suo corpo, e lo muovesse quanto muoveva me."[34] Anche papa Benedetto XVI ha affermato che potrebbe esservi stata un'influenza demoniaca nelle azioni dei nazisti.[35]
- Hitler, nel 1942 si recò in Bulgaria a consultare una nota veggente di nome Vangelia Pandeva ("Baba Vanga", 31 gennaio 1911 - 11 agosto 1996) che viveva nella città di Petrich. Probabilmente l'incontro non fu dei più felici, poiché Hitler fu visto uscire piuttosto cupo in volto[36].
- Si faceva commentare[37] anche i passi di Nostradamus, della Monaca di Dresda, di San Malachia, di Madre Shipton[16] e dell'anonimo monaco tedesco noto con lo pseudonimo "Ragno Nero" (in tedesco: "der Schwarze Spinne"), da un sedicente esoterista, tal Ludwig Birzer.
- Nella dottrina nazista, Adolf Hitler occasionalmente veniva paragonato con Gesù, o comunque riverito come un salvatore mandato da Dio. Una preghiera, usata negli orfanotrofi, recita così:

Du hast Deutschland errettet aus tiefster Not, Dir verdank ich mein tägliche Brot

Führer, mein Führer, mein Glaube, mein Licht

hai salvato la Germania dalla miseria più nera, a te devo il pane quotidiano

Führer, mio Führer, mia fede, mia luce

Führer mio Führer, non mi abbandonare»
Così come nella vita, anche nella morte leggende e misteri avvolgono la figura del dittatore tedesco. Anche di queste si elencano alcune a seguire:
- La data d'inizio della seconda guerra mondiale coincide con il cinquantesimo genetliaco di Hitler e con l'inizio della stagione autunnale, la preferita da Hitler, quella che ha come epicentro la commemorazione dei defunti d'inizio novembre, quando, secondo la religione pagana precristiana, i morti tornano a far visita ai vivi ed a premiarli o castigarli in relazione al comportamento tenuto dai vivi stessi[5].
- Soprattutto il suo suicidio, avvenuto non casualmente durante la notte di Valpurga, ovvero durante le ore in cui si libererebbero gli spiriti e le forze del male[5].
- Il fatto che del cadavere di Hitler non rimangano più resti, nemmeno le protesi dentarie con cui i sovietici nel 1945 riuscirono ad identificarne il cadavere (dato comunicato postumo solo nel 1968, in quanto le sue ceneri furono disperse nel 1970 nel fiume Elba dall'Armata Rossa) è considerato strano per via delle pressioni operate da Stalin in persona per poter mettere le mani sul cadavere del suo acerrimo nemico[la questione ha avuto diversi sviluppi. Vedere fonti nelle citazioni qui a seguito][38][39]
- L'ultimo monologo attribuito ad Hitler e riferito dal picchetto di guardia del bunker ai sovietici secondo cui "... Dio non permetterà che l'intero mondo sia di proprietà di un unico uomo. Prima di me ha fermato Ciro il Grande, Alessandro Magno, Annibale, Giulio Cesare e Napoleone Bonaparte sùbito dopo aver raggiunto l'apogeo!"[5].

## Origine e sviluppi dell'hitlerismo esoterico
Il fondatore dell'hitlerismo esoterico fu Heinrich Himmler, il quale, molto più di qualunque altro alto ufficiale del terzo Reich, compreso Hitler stesso, era affascinato dalle teorie di razza riguardo agli ariani (e non solo i germanici) e da certe forme di neopaganesimo tedesco funzionali alla sua teoretica totalitaria. Si diceva che Himmler si considerasse il successore spirituale (o forse la reincarnazione stessa) di Enrico I di Sassonia, dal momento che stabilì speciali rituali delle SS riguardo a questo re e che riportò le sue ossa alla cripta della Cattedrale di Quedlinburg. Aveva persino decorato con una sua commemorazione la sua abitazione a Wewelsburg.

### Ahnenerbe
L'Ahnenerbe Forschungs und Lehrgemeinschaft, ovvero la Società di ricerca ed insegnamento dell'eredità ancestrale, fu fondata nel 1935 come istituto dedicato alle ricerche riguardanti la storia antropologica e culturale della razza germanica. Gli scopi iniziali della società fondata da Heinrich Himmler, Hermann Wirth, e Walter Darré miravano a riscoprire la grandezza delle popolazioni dell'antica Germania dando ampio spazio agli scopi divulgativi; le sue attività iniziarono via via ad allargarsi grazie alla spinta crescente data dalle teorie intorno al mito della razza superiore, di cui i tedeschi sarebbero stati i diretti discendenti. La sua guida fu affidata allo stesso Wirth.
Perciò, molto tempo e molte risorse furono dedicate all'ideare un background “storico”, “culturale” e “scientifico” per permettere che nella società tedesca prosperasse l'idea di una razza ariana superiore. Furono create organizzazioni misticheggianti, solitamente legate ai corpi di élite delle SS, con specifici credo e rituali.
Nel 1939 venne incorporata all'interno del Persönlicher Stab RfSS.
Come molte altre organizzazioni della Germania nazionalsocialista la Ahnenerbe fu coinvolta in attività nei lager, e specialmente negli esperimenti che ivi erano condotti. A far parte della Ahnenerbe erano l'SS-Sturmbannführer i dottori August Hirt ed il medico maggiore della Luftwaffe, Sigmund Rascher. Il primo, docente di anatomia all'Università di Strasburgo, si occupò di raccogliere ad Auschwitz migliaia di crani umani allo scopo di compiere misure antropometriche e di confrontarle; il secondo organizzò gli esperimenti di decompressione nel Campo di concentramento di Dachau.
Sebbene la Ahnenerbe fosse l'anima dietro alle attività archeologiche e di ricerca sulla storia antica tedesca, le sue spedizioni archeologiche rappresentano nella cultura popolare uno degli elementi più facilmente identificabili del lato esoterico del nazismo. In particolare la figura degli "archeologici nazisti" alla ricerca di antichi manufatti portata alla conoscenza del grande pubblico con il film I predatori dell'arca perduta all'inizio degli anni ottanta, è assurta con il tempo a vero e proprio stereotipo narrativo.

### Le spedizioni pseudoscientifiche
Sempre in connessione col mito degli "Antenati Ancestrali", fu finanziata dai nazisti una ricerca avente anche lo scopo di trovare la loro residenza, la mitica Agartha: tra di essi, come s'è visto, vi erano seguaci della teoria pseudoscientifica secondo la quale sarebbe esistito una specie di mondo nel mondo, un mondo sotterraneo rispetto al nostro accessibile solo in alcune regioni. Tra il 1937 e il 1938, perciò, fu organizzata una spedizione in Tibet alla ricerca delle origini della razza ariana; a questo proposito, il leader della spedizione, Ernst Schäfer, si fece misurare volto, teschio e naso dall'antropologo della spedizione Bruno Beger. Un'altra spedizione partì alla volta delle Ande.
Simili spedizioni furono organizzate anche per la ricerca di oggetti mitici o semi-mitici creduti in grado di garantire potere e abilità straordinarie a chi li possedesse: per esempio, il Sacro Graal e la lancia di Longino.
Oltre alla già citata spedizione tibetana, vanno ricordate anche altre spedizioni geografiche che avevano lo scopo di identificare il luogo di partenza delle migrazioni indoeuropee. A tale scopo, in pieno conflitto, il 17 agosto 1942, alpinisti appartenenti alle SS scalarono la vetta del Monte Elbrus, piantandovi il vessillo nazista, perché quella montagna era ritenuta la sede ove risiedeva l'antica popolazione progenitrice degli Ariani. Nell'inverno 1938 - primavera 1939 fu organizzata anche una spedizione in Antartide, alla ricerca del punto di accesso al mondo sotterraneo favoleggiato dalla "Teoria della Terra cava". Si favoleggiò, in tale occasione della fondazione di una "colonia in capo al mondo" con annessa base per le operazioni dei sommergibili, detta "Neu Schwabenland" ("Nuova Svevia").
L'archeologo Otto Rhan e, dopo di lui, il filosofo Alfred Rosenberg, cercarono a Montségur, vicino ai Pirenei, il Santo Graal. Si credeva forse che il sacro calice, che aveva custodito il sangue di Cristo, potesse rendere onnipotente e immortale il Terzo Reich. La morte dell'archeologo Otto Rahn non è stata del tutto chiarita. Ad ogni modo, l'organizzazione Ahnenerbe non fu coinvolta nel trasferimento della lancia da Vienna a Norimberga dopo l'Anschluss. Per quanto concerne il Sacro Graal, nel giugno del 1944 la II divisione delle SS "Das Reich" mise a ferro e fuoco il paese di Oradour-sur-Glane, massacrandone gran parte della popolazione, rea di aver occultato, a loro dire, la reliquia che Hitler cercava disperatamente per mezza Europa.

### "L'istituto del pendolo" e l'astrologia
Durante la seconda guerra mondiale, in Germania ed in Gran Bretagna si sarebbe fatto largo uso di pratiche occulte, astrologia e simili, nella convinzione che sarebbero potute essere utili a scopi bellici. In Germania, le SS assoldarono numerosissimi astrologi e occultisti. Tre dei più conosciuti, che lavorarono durante il conflitto per Walter Schellenberg e sostanzialmente anche per lo stesso Himmler (il quale, come già detto, aveva sviluppato un vero fanatismo per l'argomento), furono Ludwig Straniak (1879-1951), il dott. Wilhelm Gutberlet (entrambi esperti nell'uso del pendolo) e l'astrologo Wilhelm Wulff (il cosiddetto Istituto del pendolo).
Assieme a Wulff, un altro celebre astrologo della Germania nazista fu Karl Ernst Krafft.
Quando Hitler, dopo la caduta del fascismo, ordinò di localizzare la posizione di Mussolini con qualunque mezzo, fu impiegato anche il potere del pendolo. Nel libro di Peter Levenda, Unholy Alliance, l'episodio è raccontato così:
Nel suo Lo Zodiaco e la Svastica, Wulff sostiene a sua volta che uno dei suoi primi incarichi importanti dopo essere stato arrestato dai nazisti fu di localizzare il duCe, che scomparve dopo la sua caduta in disgrazia nel luglio del 1943. Anche Wulff assicura di aver scoperto la risposta esatta - circa cinquanta miglia a sudest di Roma - quando nessuno ancora ne era a conoscenza, la stessa isola di Ponza del "Maestro del Pendolo Sidereo".
Anche l'architetto Ludwig Straniak fu utilizzato dai tedeschi. Pare avesse un dono particolare nel localizzare oggetti su mappe usando il pendolo. Come test, gli organi maggiori della Marina Tedesca gli ordinarono di trovare la Prinz Eugen, allora in mare. Pare rimasero particolarmente sorpresi nel veder localizzare la nave da guerra, nonostante fosse in quel momento impegnata in una segretissima missione al largo della Norvegia. Questo episodio parve impressionarli talmente da convincere anche le SS a fare molto più affidamento sulle scienze dell'occulto.
Altri occultisti dell'Istituto del Pendolo sarebbero stati:
- Karl Spiesberger
- dr. Benedikt
- A. Frank Glahn (1865-1941)
- dr. E. Klasen
- Ernst Schradin
- dr. K.E.Weiss
- Rud. Vöckler
- Friederike Hauffe
- Heinrich Jürgens
- Julie Kniese
- Barone dr. Carl Ludwig von Reichenbach
- prof. Karl Bähr
- Friedrich Kallenberg
- prof. dr. Leopold Oelenheinz
- prof. Hellmut Wolff (1906-1986)
- Thomas Charles Lethbridge (1901-1971)

Gli astrologi di cui le SS decisero di avvalersi furono principalmente:
- Karl Ernst Krafft
- Wilhelm Wulff
- Dr. Wilhelm Gutberlet
- Ernst Schulter-Starthaus

## Proseguimenti dopo la caduta del Terzo Reich
In seguito al suo massiccio utilizzo bellico, il mondo dell'occulto presente in Germania fu visto, dopo il 1945, come retaggio del periodo nazista e molto demonizzato.
Conobbe nuova linfa attraverso l'opera di Karl Spiesberger (Fratur Eratus) e dal 1955 il sistema runico di Armanen e l'uso del pendolo divennero, nei salotti tedeschi, ancor più di moda di quanto lo fossero prima del conflitto. Riguardo all'astrologia post-bellica in Germania, si ricorda, accanto alla più popolare astrologia occidentale, anche una scuola di pensiero che tratta del sistema astrologico germanico (basato su rune) e del suo uso nelle predizioni nella tradizione nordica dell'Odinismo.

### Tempelhofgesellschaft
Il Tempelhofgesellschaft fu fondato a Vienna nei primi anni novanta da Norbert Jurgen-Ratthofer e Ralft Ettl con lo scopo di insegnare una forma di religione gnostica chiamata Marcionismo. Il gruppo identifica il "malvagio creatore di questo mondo", ovvero il demiurgo, con Jehova, il dio degli Ebrei. Distribuiscono volantini dicendo per esempio che la razza ariana si stabilì all'inizio su Atlantide, dopo il suo arrivo dalla stella Aldebaran (un'informazione basata sulla lettura di ipotetici "antichi manoscritti sumeri").
Affermano che da Aldebaran gli ariani sono in grado di ottenere l'energia Vril del Sole nero. Base del loro insegnamento, la certezza che, date le origini extraterrestri della razza ariana, la sua missione divina è quella di dominare tutte le altre.